# Eekwerderdraai
Eekwerderdraai is een gehucht in de gemeente Eemsdelta in de Nederlandse provincie Groningen. Het ligt aan het Damsterdiep tussen Tjamsweer en Wirdumerdraai. De naam verwijst naar het nabijgelegen gehucht Eekwerd en de vroegere draaibrug ter plaatse over het diep.
De Eekwerdertil (1449: Ekawerdertil) was al in de vijftiende eeuw een belangrijke til (brug) over het Damsterdiep, die door drie waarmannen uit Eekwerd, Zeerijp en Eenum werd onderhouden. Hun uitgaven noteerden ze in het tyllboeck. Via deze brug hadden de dorpsbewoners van de kustdorpen toegang tot hun laag gelegen hooilanden aan het Schildmeer. Na het verval van de til bij de Popingeweg mochten ook de inwoners van 't Zandt er vanaf 1588 tegen betaling gebruik van maken. Bij de brug bevond zich verder een galg. In de 16e eeuw werd deze brug vervangen door de Eekwerderdraai. In 1912 werd een waterschap met de naam Eekwerderdraaibrug opgericht om de brug te onderhouden. Het schap leidde echter een sluimerend bestaan. In 1974 werd zelfs geconstateerd dat er geen bestuur meer was. In 1988 werd het schap formeel opgeheven. De huidige brug werd in 2013 gelegd om deze geschikt te maken voor zwaar verkeer.

## Rusthoven en Ekenstein
Bij het gehucht stond tot 1965 de steenfabriek Rusthoven naast de gelijknamige borg Rusthoven. De fabriek werd gesticht in 1805 door de burgemeester van Loppersum, Jan Hindrik Sissing, die de borg bewoonde.
Na de sluiting is getracht de fabriek als industrieel monument te behouden, vooral vanwege de bijzondere ringoven in het complex. Plannen daarvoor bleken echter niet haalbaar. Het complex werd in 2002 gekraakt en nadat het in 2004 ontruimd was, bleek het in zeer vervallen staat te verkeren. Het is nu een soort van industriële ruïne.
Direct naast de fabriek ligt de borg Ekenstein.

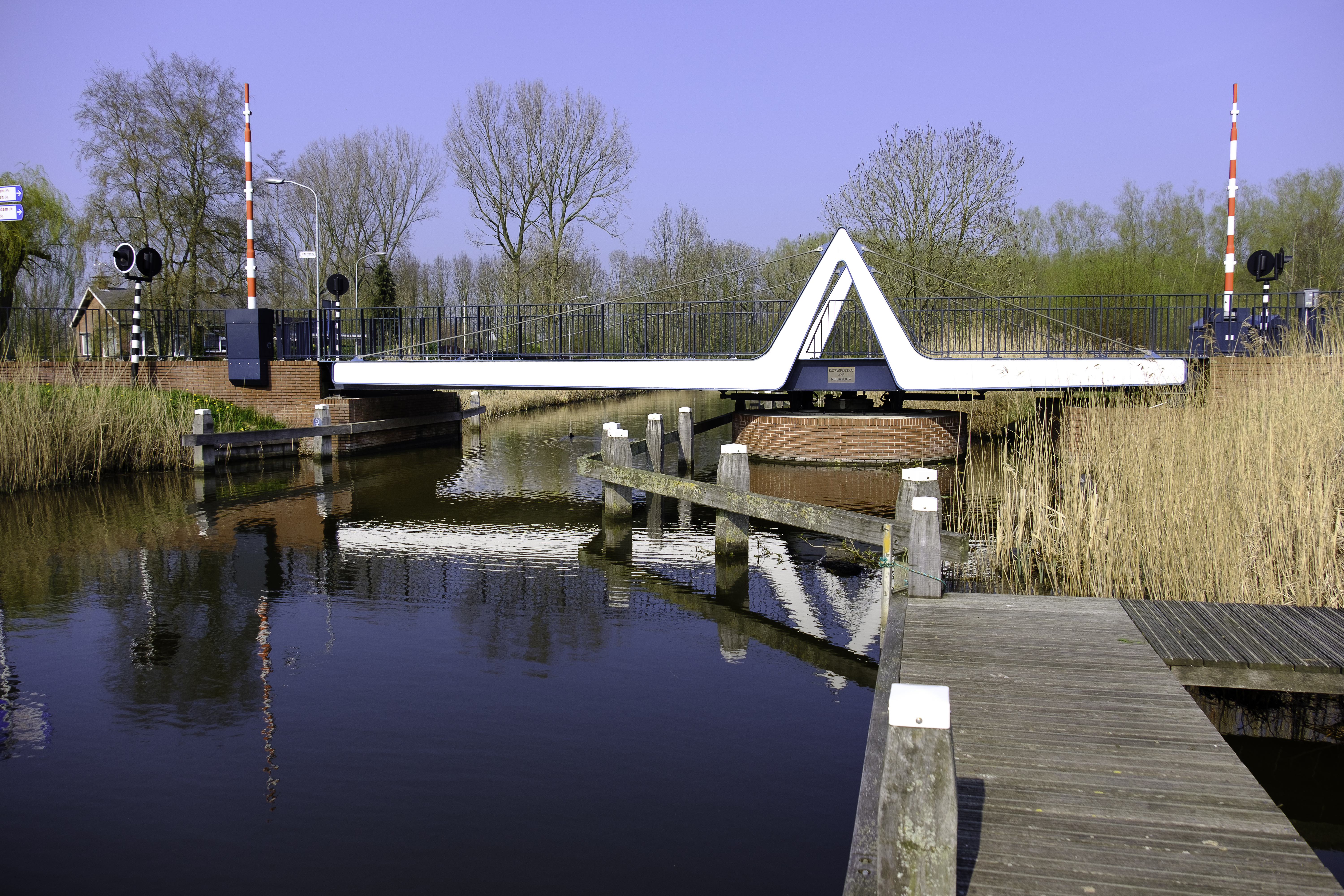
De nieuwe Eekwerderdraai uit 2013
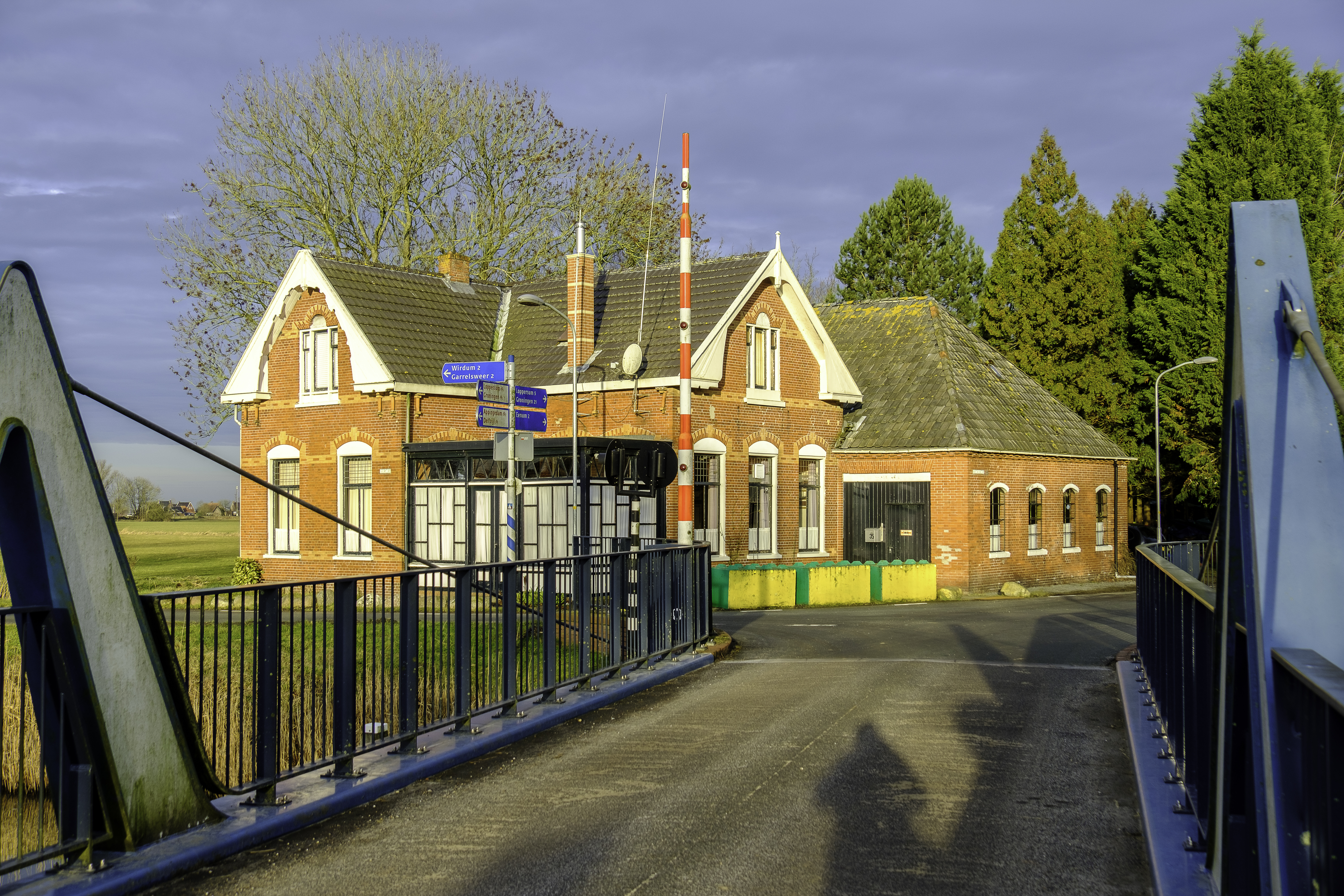
Voormalig café Schenkel gezien over de brug
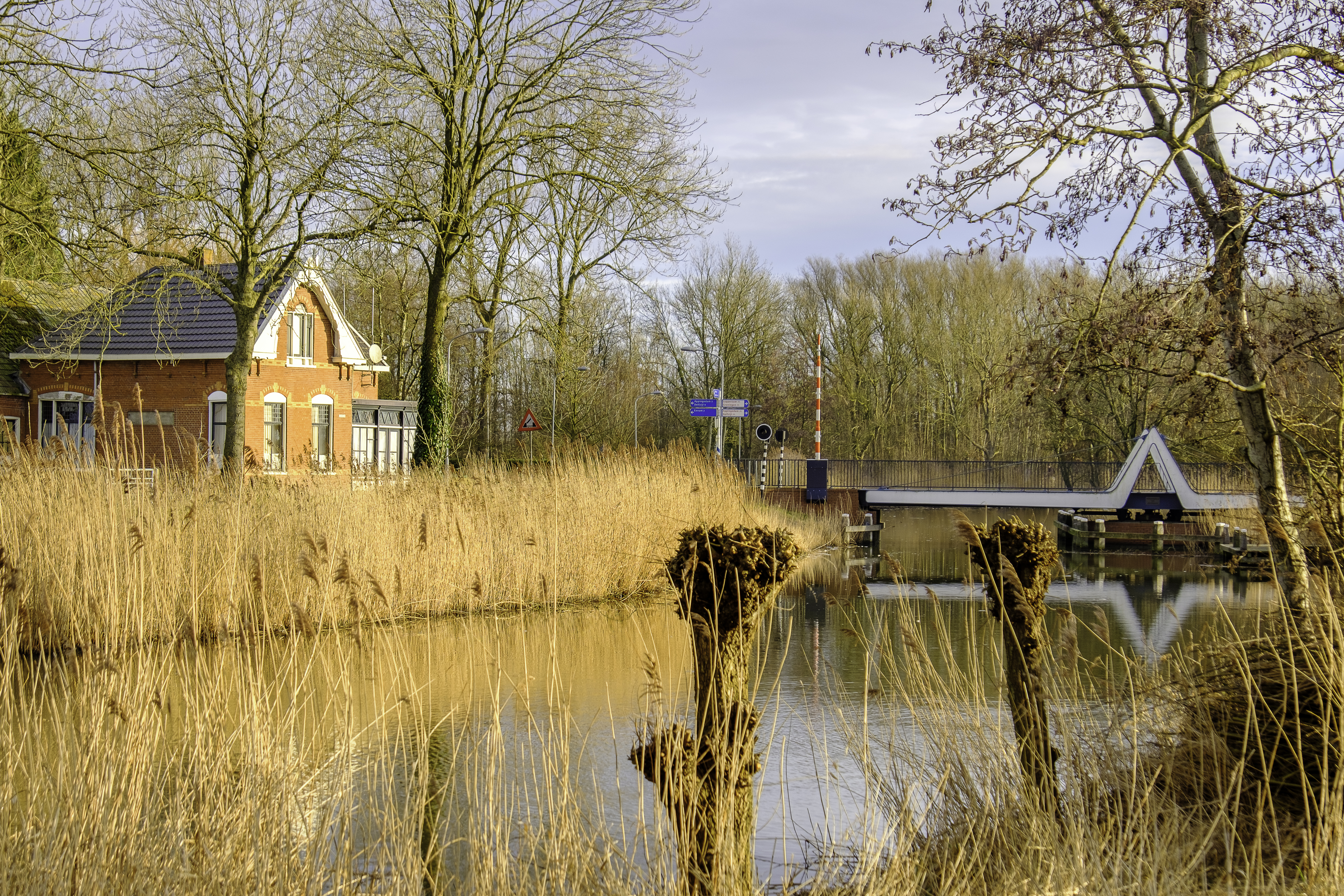
Omgeving van de brug